# Karai Norte (cortometraje)
Karai Norte es un cortometraje paraguayo de 2009 dirigido por Marcelo Martinessi. Está basado en el cuento El arribeño del Norte de Carlos Villagra Marsal.

## Sinopsis
La historia se desarrolla durante guerra civil paraguaya que se vivió en Paraguay en 1947. Un hombre, una mujer. Un encuentro casual empuja a revivir momentos que ambos están tratando de olvidar. Basado en un clásico de la Literatura del Paraguay.

## Premios y nominaciones

### Festival Cero Latitud de Ecuador
- Ganó el Premio del Público del Festival Cero Latitud de Ecuador en 2009 al mejor cortometraje.

| Año  | Categoría          | Persona | Resultado |
| ---- | ------------------ | ------- | --------- |
| 2009 | Premio del Público |         | Ganador   |

### AXN Film Festival 2010
- Karai Norte, cortometraje en blanco y negro y totalmente hablado en guaraní, resultó ganador del AXN Film Festival.La cinta recibió un premio en metálico de US$ 5.000.[2]

| Año  | Categoría          | Persona | Resultado |
| ---- | ------------------ | ------- | --------- |
| 2010 | Mejor Cortometraje |         | Ganador   |

## Otras distinciones
Fue el primer corto paraguayo que se estrenó en el Festival Internacional de Cine de Berlín. A partir de aquella exhibición cosechó buenas críticas en todas las ciudades. Ganó el Premio al mejor corto iberoamericano en el 24º Festival de Cine de Guadalajara, México. También obtuvo una mención especial del Festival de Cortos de São Paulo. En la Jornada Internacional de Cine de Bahía, Brasil no solo obtuvo el máximo galardón, que es el premio Glauber Rocha, sino varias estatuillas más como: Mejor Filme de Ficción, Mejor Director, Mejor Guion (adaptación de Martinessi), Mejor Actriz y Mejor Sonido (Martín Grignaschi).